# 帕爾察鄉
45°38′N 21°08′E / 45.633°N 21.133°E
帕爾察鄉（羅馬尼亞語：Comuna Parța, Timiș），是羅馬尼亞的鄉份，位於該國西部，由蒂米什縣負責管轄，面積61平方公里，海拔高度83米，2002年人口1,752，人口密度每平方公里29人。